# Grzegorzewo (przystanek kolejowy)
Grzegorzewo – przystanek kolejowy Polskich Kolei Państwowych obsługiwany przez Koleje Mazowieckie. Przystanek znajduje się w miejscowości Grzegorzewo, będącej osadą wsi Adelin, położonej w Polsce, w województwie mazowieckim, powiecie wyszkowskim, gminie Zabrodzie.

## Ruch pasażerski
| Rok  | Wymiana pasażerska na dobę |
| ---- | -------------------------- |
| 2017 | 100-149                    |
| 2022 | 200-299                    |

## Połączenia
- Tłuszcz
- Ostrołęka
- Wyszków